# Ike Nwamu
Ikechukwu Sean Nwamu, detto Ike (Greensboro, 3 giugno 1993), è un cestista statunitense con cittadinanza nigeriana.

## Carriera
Con la Nigeria ha disputato i Campionati africani del 2017 e i Giochi olimpici di Tokyo 2020.